# جون مارتن توماس
جون مارتن توماس (بالإنجليزية: John Martin Thomas)‏ هو مدير أكاديمي أمريكي، ولد في 27 ديسمبر 1869 في فورت كوفينغتون في الولايات المتحدة، وتوفي في 26 فبراير 1952 في روتلاند في الولايات المتحدة.